# Monóptero de Atenas
El Monóptero (en griego antiguo: Μονόπτερος) era un pequeño y antiguo monóptero o tholos, o edificio redondo con forma de templo en el Ágora de Atenas, Grecia.
Fue construido en la período romano en el siglo I d. C., probablemente hacia mediados del gobierno de los  Antoninos. Estaba situado al oeste de la Estoa de Átalo, entre esta y la Vía Panatenaica. El Monóptero fue probablemente destruido en un ataque de los hérulos que saquearon Atenas en 267 d. C. o poco después. El edificio fue excavado entre 1936 y 1951-1954.
El monóptero era un edificio circular que probablemente servía de fuente u otra forma de abastecimiento de agua. Esto se ha deducido, entre otras cosas, del hecho de que una tubería de agua conduce a él. También se ha sugerido que el edificio era un templo o heroon de algún tipo. Su diámetro era de unos 8,1 m. Tenía ocho columnas y un tejado abovedado. Las columnas eran de estilo corintio. El edificio estaba hecho de mármol verde y pentélico.
Los cimientos y algunos de sus otros elementos estructurales se han conservado hasta nuestros días.